# Cuprocopiapite
La cuprocopiapite è un minerale appartenente al gruppo della copiapite.